# Venta (rivier)
De Venta (Lijfs: Vǟnta, Pools: Windawa, Russisch: Виндава, Вента,
Duits: Windau) is een rivier in het noordwesten van Litouwen en het westen van Letland.
De Venta ontspringt bij Kuršėnai in het Litouwse district Šiauliai en mondt bij Ventspils (Duits: Windau) in Letland uit in de Oostzee.
De Venta stroomt door de plaatsen Užventis, Viekšniai en Mažeikiai in Litouwen en Skrunda en Kuldīga in Letland. In Kuldīga is een vrij lage waterval, die echter met een breedte van 240 meter de breedste van Europa is, de Ventas rumba.